# Ceratophygadeuon nigriventris
Ceratophygadeuon nigriventris là một loài tò vò trong họ Ichneumonidae.